# Droga I/64 (Czechy)
Droga krajowa 64 (cz. Silnice I/64) – droga krajowa w zachodnich Czechach. Droga biegnie od skrzyżowania z drogą krajową nr 21 w rejonie Franciszkowych Łaźni do dawnego przejścia granicznego znajdującego się w mieście Aš